# Satahovci
Satahovci este o localitate din comuna Murska Sobota, Slovenia, cu o populație de 310 locuitori.